# Tatort: Nur ein Spiel
Nur ein Spiel ist ein Fernsehfilm aus der Krimireihe Tatort. Der vom Bayerischen Rundfunk produzierte Beitrag ist die 598. Tatort-Episode und wurde am 22. Mai 2005 im Ersten Programm der ARD erstgesendet. Das Münchner Ermittlerduo Batic und Leitmayr ermittelt seinen 40. Fall im Umfeld einer Werbeagentur.

## Handlung
Beseelt von klassischer Musik fährt Rolf Mading mit seinem Porsche Cayenne zu einem Termin mit Stephan Toczec in die Wendelstraße in München. Auf dem Weg dorthin versucht er, seinen Schwiegersohn Michael Klaes telefonisch zu erreichen. Kurze Zeit später ruft ihn seine Tochter Ellen zurück. Das einseitige Gespräch, in dem es nur um Toczec ging, passt Ellen überhaupt nicht. Mit einer Flasche Champagner in der Hand geht Mading ins leere Büro von Toczec. Dann wird er mit drei Schüssen eines Bärentöters niedergestreckt.
Bernd Telwang stellt den beiden Kommissaren das stattliche Anwesen Madings vor. Dann muss er zugeben, dass es sich beim genialen Stephan Toczec um ein Phantom handeln muss, von dem Rolf Mading begeistert war. Telwangs Alibi scheint plausibel zu sein. Gunda Laux, die potenzielle neue Geschäftsführerin der Agentur, hat es eilig, Ellen und Michael Klaes vom Flughafen abzuholen. Sie sagt Batic, dass Michael Klaes vor kurzem von Mading entlassen wurde. Zu Hause findet sie eine Waffe im Spülkasten.
Unterdessen recherchiert Leitmayr im Internet nach der Model-Ikone Verena von Hellberg, der ersten Frau Madings, die vor exakt 15 Jahren durch einen Autounfall verstarb. Herr Stolze, der damals ermittelnde Streifenpolizist, berichtet von ihrem Fahrer und Freund Guido Harras, der schwer verletzt überlebte und immer wieder stammelte, Rolf Mading hätte sie von der Fahrbahn abgedrängt. Staatsanwalt Dr. Dreistätter konnte die Mordanklage gegen Mading abwehren, woraufhin Harras zu 7 Jahren verurteilt wurde. Da ihm dies alles merkwürdig vorkam, habe Stolze alle Akten kopiert. Er übergibt sie Leitmayr.
Telwang sagt Gunda Laux auf den Kopf zu, dass sie Toczec gewesen sein muss. Die Obduktion ergibt, dass Mading angesichts eines weit fortgeschrittenen Lymphdrüsenkrebs nur noch etwa ein halbes Jahr zu leben hatte. Laux und Klaes-Mading geben an, nichts davon gewusst zu haben. Guido Harras versucht, sich dem Zugriff der Polizei zu entziehen und mimt den Unschuldigen. Bernd Telwang soll ihm einen Anwalt vermitteln.
Die Testamentseröffnung bringt eine große Überraschung: Der Löwenanteil geht an eine von Dr. Dreistätter verwaltete Stiftung, Ellen und Michael Klaes erhalten den Pflichtanteil und Gunda Laux geht leer aus. Die Tatwaffe wurde von einem von ihnen während einer Sommerfeier bei Freunden entwendet. Und nun zeigt Gunda Laux sie Ellen Klaes im Spülkasten. Außerdem gibt sie zu, Michael Klaes' Werbekonzepte als Toczec an Mading verkauft zu haben. Die polizeilichen Recherchen weisen nun auf Klaes nicht nur als Ideengeber hin, sondern er ist auch mit einem Privatflieger westlich von Fürstenfeldbruck gelandet. Seine Triumph Thunderbird stand dort auf dem Parkplatz. Im Finale lockt Ellen Klaes ihren Mann ins Büro von Toczec und zückt die Waffe. Kurz vor dem Ende kommen Batic und Leitmayr und nehmen Klaes fest.

## Rezeption

### Einschaltquoten
Die Erstausstrahlung von Nur ein Spiel am 22. Mai 2005 wurde in Deutschland von 7,72 Millionen Zuschauern gesehen und erreichte einen Marktanteil von 22,8 % für Das Erste.

### Kritiken
Tilmann P. Gangloff schreibt Folgendes unter evangelisch.de: „Weiß man dann noch, dass der Aufschwung von Madings Agentur allein auf der anonymen Mitarbeit eines offenbar genialen Werbe-Fachmanns beruht, ahnt man, wie komplex dieser Krimi tatsächlich ist. Zwei Mitwirkende ficht das allerdings überhaupt nicht an: Udo Wachtveitl und Miro Nemec spielen ihre ganze Routine aus und wirken auch in Fall Nummer vierzig so unverbraucht wie einst zu Beginn des Jahres 1991, als sie ihren ersten Mord aufklärten ("Animals").“
Die Kritiker der Fernsehzeitschrift TV-Spielfilm erkennen eine „Gute Werbung für die ‚Tatort‘-Reihe.“